# Liste der Bodendenkmäler in Willebadessen
Die Liste der Bodendenkmäler in Willebadessen führt die Bodendenkmäler der Stadt Willebadessen auf.
| Bild | Bezeichnung     | Lage                | Beschreibung | Bauzeit | Eingetragen seit | Denkmal- nummer |
| ---- | --------------- | ------------------- | ------------ | ------- | ---------------- | --------------- |
| BW   | Klosteranlage   | Willebadessen Karte |              |         | 13. Aug. 1992    | 1               |
| BW   | 2 Grabhügel     | Fölsen Karte        |              |         | 16. Mär. 1995    | 2               |
| BW   | Grabhügelgruppe | Fölsen Karte        |              |         | 16. Mär. 1995    | 3               |
| BW   | Grabhügelgruppe | Fölsen Karte        |              |         | 16. Mär. 1995    | 4               |
| BW   | Grabhügelgruppe | Fölsen Karte        |              |         | 16. Mär. 1995    | 5               |
|      | 1 Grabhügel     | Fölsen              |              |         | 16. Mär. 1995    | 6               |
|      | 2 Grabhügel     | Ikenhausen          |              |         | 16. Mär. 1995    | 7               |
| BW   | Grabhügelgruppe | Niesen Karte        |              |         | 16. Mär. 1995    | 8               |
| BW   | Grabhügelgruppe | Niesen Karte        |              |         | 16. Mär. 1995    | 9               |
|      | Grabhügel       | Willebadessen       |              |         | 16. Mär. 1995    | 10              |
|      | Grabhügel       | Willebadessen       |              |         | 16. Mär. 1995    | 11              |
| BW   | Turmhügel       | Niesen Karte        |              |         | 16. Mär. 1995    | 12              |
|      | Burgstätte      | Fölsen              |              |         | 16. Mär. 1995    | 13              |
|      | Burgstätte      | Fölsen              |              |         | 16. Mär. 1995    | 14              |
|      | Burgstätte      | Fölsen              |              |         | 16. Mär. 1995    | 15              |
|      | Grabhügel       | Peckelsheim         |              |         | 29. Jan. 1996    | 16              |
|      | 2 Grabhügel     | Peckelsheim         |              |         | 29. Jan. 1996    | 17              |
|      | 13 Grabhügel    | Peckelsheim         |              |         | 29. Jan. 1996    | 18              |
| BW   | Bündel          | Peckelsheim Karte   |              |         | 29. Jan. 1996    | 19              |
|      | 2 Grabhügel     | Löwen               |              |         | 29. Jan. 1996    | 20              |